# 11978 Makotomasako
11978 Makotomasako (1995 SS4) là một tiểu hành tinh vành đai chính được phát hiện ngày 20 tháng 9 năm 1995 bởi K. Endate và K. Watanabe ở Kitami.